# كينت كارلسون (لاعب هوكي الجليد)
كينت كارلسون (بالإنجليزية: Kent Carlson)‏ هو لاعب هوكي الجليد أمريكي، ولد في 11 يناير 1962 في كونكورد في الولايات المتحدة.

## وصلات خارجية
- كينت كارلسون على موقع دوري الهوكي الوطني (الإنجليزية)
- كينت كارلسون على موقع قاعة مشاهير الهوكي (لاعب أن.إتش.أل) (الإنجليزية)
- كينت كارلسون على موقع EliteProspects.com (الإنجليزية)
- كينت كارلسون على موقع HockeyDB.com (الإنجليزية)
- كينت كارلسون على موقع Hockey-Reference.com (الإنجليزية)